# 渡洋爆撃
渡洋爆撃（とようばくげき）とは、総じて海洋を越えて実施する爆撃行のことであるが、特に1937年（昭和12年）8月13日夜に勃発した第二次上海事変において、大日本帝国海軍が上海租界の海軍陸戦隊や第三艦隊、現地居留民を支援するために行った14日、15日、16日の長距離爆撃は、渡洋爆撃の名でセンセーショナルに報道されて以後有名となった。
渡洋爆撃は台湾（当時の日本領）・九州・済州島（当時の日本領）の各基地から東シナ海を越えて上海を中心とした中国大陸に行われた。この際、長距離爆撃を実現するために電波航法が使用され注目された。

## 背景
1937年（昭和12年）7月7日に盧溝橋事件が起きると陸海軍は航空作戦について中央協定を定め、事変が起きた北支方面を陸軍が、残る中・南支方面を海軍が担当することとなった。これに対応した部隊編成の内、九六式陸上攻撃機を装備する第一連合航空隊（戸塚道太郎大佐指揮）は8月8日に九州の大村基地
（整備中の済州島基地へ進出を予定）へ木更津海軍航空隊（竹中龍造大佐指揮、九六陸攻20機）を進出させ、同日に台湾の台北基地に鹿屋海軍航空隊（石井芸江大佐指揮、九六陸攻18機、九五艦戦14機）を展開した。
情勢は悪化し、戦力を集中させた中国国民党軍が8月13日に上海日本租界への攻撃を開始し、第二次上海事変が勃発した。翌14日は台風の影響で天候が非常に悪かったにもかかわらず国民党空軍は上海沖の第三艦隊と虹口の上海陸戦隊本部を爆撃し、日本側唯一の現地航空戦力であった第三艦隊の巡洋艦出雲と川内の九五式水上偵察機各1機が迎撃に上がり、敵機2機の撃墜を報じた（中国空軍の上海爆撃 (1937年)）。
現地上海には地上戦力に海軍陸戦隊、海上に第三艦隊の小兵力が居るに過ぎず、第三艦隊司令長官の長谷川清中将は13日夜に各航空部隊に敵航空部隊の撃滅と敵航空基地への攻撃を命じた。

## 最初の渡洋爆撃
- 1937年（昭和12年）8月14日、鹿屋空は台北の松山飛行場から九六式陸攻9機を杭州に出撃させたが迎撃を受け、5機が筧橋飛行場と喬司飛行場爆撃を実施し、2機が未帰還となった。別の9機は広徳の飛行場の爆撃に成功したが、迎撃により損傷した1機が基隆に不時着、1機が大破した。一方、大村基地の木更津空は悪天候のため攻撃を延期した[3](八一四空戦（中国語版）)。
- 8月15日、鹿屋空は台北から九六陸攻14機を南昌に向けて出撃させ、増水で飛行場の発見が困難な中を8機が爆撃に成功して全機が帰還した[4]。木更津空は大村から九六陸攻20機を出撃させ、南京の明故宮飛行場と大校場飛行場を爆撃した[注釈 2]。南京では戦闘機の迎撃を受けて4機を失い、済州島基地に帰還した。当時、北支事変が飛び火して第二次上海事変が始まり、日中対立がいよいよ地域戦闘に収まらず全面化の兆しが強まる中、蒋介石は特別列車を仕立て、南京にいた日本外交官員と日本居留民らを、怒る暴徒らに帰路中襲われないよう護衛の兵士らを付けて当日午近く南京から送り出した。日本軍機の空襲はその3時間後に起こったという[6]。
- 8月16日、鹿屋空は台北から九六陸攻6機を南京の句容に向かわせて爆撃に成功したが指揮官機を含む2機が迎撃により未帰還となった。別の7機は揚州に向かい爆撃に成功したが指揮官機1機を失った[7]。一方、木更津空は済州島から九六陸攻9機を出撃させ、日暮れ時に蘇州の爆撃に成功し、1機が朝鮮沿岸に不時着した[8]。

この三日間に悪天候を衝いて長躯（往復1000海里以上）東シナ海を横断し、迎撃機や対空射撃の中で敢行された爆撃は渡洋爆撃の名の下に世界的壮挙であるとセンセーショナルに報道され多くの国民に感銘を与えた。しかし壮挙に湧く国民とは別に、実行部隊側では様々な問題点が現出していた。爆撃の効果は大きかったものの、特に九六式陸攻の被害が予想以上に大きく、僅か三日の攻撃で飛行隊長機を含む9機が未帰還、3機が不時着・大破、搭乗員の損失は65名に達した。作戦可能機は鹿屋空が18機が10機に、木更津空が20機が8機と激減した。8月16日付けの戦闘詳報には戸塚司令の統括として「十四、十五および本日の空襲において、わが犠牲の大なりしは、不良なる天候をおかし、警戒厳重なる空軍根拠地を強襲せしによるものと認む。当時、上海方面の情勢は窮迫し、わが空襲部隊の強襲は絶対必要と判断し、あたかも往年の二〇三高地の強襲にもひとしき心境をもって、この種の作戦を敢行せり」と苦しい心境を述べている。

## 基地名の改称
8月24日、機密保持のため、前進飛行基地の名称を次のように改称した。
済州島基地を第一飛行基地、台北基地を第二飛行基地、周水子を第三飛行基地とした。

## 影響
当初、上海方面の大陸現地に飛行場を持たない日本勢力に対し、国民党空軍が圧倒すると見られた。しかし、予想に反して日本の艦載水偵による迎撃や渡洋爆撃による飛行場爆撃などによって国民党空軍の航空戦力が減殺されて行き、優勢だった航空戦力が発揮できなくなった。日本の攻撃に対しては迎撃に成功したケースも多々あったが大勢では地上爆撃も許し、日本側が空母や水上機母艦を増援し、更に地上基地を確保して現地の飛行場が使えるようになるに従って制空権は日本側に移っていった。
事変の前には高速爆撃機は戦闘機の攻撃を振り切るという戦闘機無用論が世界的に流行しており、渡洋爆撃においても航続距離の関係から援護戦闘機が付けられない状況もあったため、攻撃隊は爆撃機のみで編成された。しかし予想に反して旧式機を含めた敵戦闘機による迎撃の前には爆撃機は無力であることが実証され、戦闘機無用論は払拭された。
緒戦の苦境にもかかわらず海軍陸戦隊の活躍や航空支援により、上海の日本側拠点が保持されたことと、増援により戦局は日本有利に進んだ。航空戦力については台風を避けていた第二航空戦隊の空母加賀も8月15日より戦闘に参加している。続いて第一航空戦隊の空母龍驤と鳳翔も8月22日から現地戦闘に参加、また上海近郊の公大基地が建設されると小型機の艦上戦闘機・艦上爆撃機・艦上攻撃機で編成された第二連合航空隊が9月10日に同基地へ進出、19日から作戦を開始するなど日本側の航空戦力は充実した活動を行うこととなった。こうして上海近郊の制空権は概ね日本側のものとなったが、航続距離の違いから依然として遠距離攻撃では爆撃機に援護戦闘機を随伴させることが出来ず、攻撃隊の被害は大きかった。

## その後の渡洋爆撃
最初の三日(1937年〈昭和12年〉8月14、15，16日)以降も上海、南京、揚州、九江、孝感、徐州、広東など、大陸側に基地が確保される年末まで渡洋爆撃は続いた。渡洋爆撃における陸攻隊の被害が大きいことに驚いた海軍は航空本部教育局長の大西瀧治郎大佐を済州島に派遣し、大西大佐は21日早朝の揚州爆撃への同行を希望して二番機に同乗したが悪天候で目標を発見出来ず、やむなく浦口飛行場を爆撃したが敵戦闘機の迎撃を受けて6機中4機を失う被害を出した。危うく生還した大西大佐は作戦中止を戸塚司令に進言したが、戦況から来る作戦要求から護衛無しの爆撃は続けられた。
陸攻隊の損耗が激しく上海方面の制空権も確保しつつあったため、本土に控置されていた木更津空の九五式陸上攻撃機6機も済州島基地に前進して9月30日から渡洋爆撃に使用されており、飛行性能が劣るものの大搭載量を生かして爆撃に活躍した。
11月から12月にかけて基地が整備されると木更津空と鹿屋空の陸攻隊は上海方面の基地に進出し、大陸側に活動拠点を移した。また12月10日には上海虹橋飛行場に陸軍航空部隊も進出している。

## 渡洋爆撃以後
日本軍の占領地の拡大に伴い、爆撃隊の目標・発進基地はともに中国奥地へと前進した。中国国民党が遷都した重慶に対する「重慶爆撃」は有名であるが、その他には、中国の西南大学の潘洵教授によれば成都、蘭州、昆明、貴陽などが特に空爆が激しかったとされる。中国大陸内の発進基地としては漢口が名高い（参照：漢口大空襲#結果と影響）。機体は双発の九六式陸上攻撃機が用いられ、のちに一式陸上攻撃機が引き継いだ。 
なお、後述するように中国空軍も1938年1月26日の南京大校飛行場爆撃など、頻度は少ないもののソ連製のSB爆撃機などを使用した長距離爆撃を実施している。

## 不時着時の悲劇
日本航空隊搭乗員が撃墜などで不時着したおり自決を果たしていたことを、当時のタイム誌が中国軍側に好意的な視点をもって報道していた。日清戦争当時の「敵国側の俘虜の扱いは極めて残忍の性を有す。むしろ生贄となるぐらいなら潔く一死をもって遂ぐべし」との山縣有朋の訓示のほか、素質下等と見下していた中国軍に捕虜となる事は恥の上塗りとして、空閑昇少佐のように生きている時は指弾され、自決後は軍神として称賛される風潮は将兵たちに威嚇の効果を与え、捕虜とならず自決する慣習の一因となった。
また、高山正之は日中戦争における、中国側の伝統的な残虐行為による捕虜への処遇もその一因であるとしている。実際に開戦初期は日本軍の捕虜に対する処置同様、中国側でも兵や暴徒化した民衆による虐殺はあったようだが、航空機搭乗員に限っては情報を引き出すべく航空委員会が一括して保護し、厳重な管理と尋問がなされたためそうした事はなく、捕虜となった13航空隊第2分隊分隊長山下七郎大尉に、彼を撃墜した第5大隊第24中隊副隊長の羅英徳が度々見舞いに行くような交流もあった。また、一般兵に対しても武漢会戦以降は対敵宣伝や情報収集のため優遇策が取られるようになり、捕虜の保護を軍紀で徹底化させる、捕虜を連れて来たものに対し報奨金を出すなどの処置がとられている。しかし、対敵宣伝に利用されたものもおり、原隊に送還されても多くが軍刑務所や教化隊に送り込まれ、銃殺刑や自決を命じられることもあった。

## 中国からの渡洋爆撃
規模と頻度は劣るが、中国空軍も日本領に対して渡洋爆撃を行っている。日中戦争初期の中国空軍は、アメリカ製のマーチン139Wを9機、ドイツ製のHe111Aを6機、イタリア製のカプロニ_Ca.101とサヴォイア・マルケッティ_S.72各若干などの中型爆撃機を保有した。また、義勇兵の名目で派遣されたソ連空軍志願隊のSB双発爆撃機とTB-3四発機（輸送機として使用）も共同作戦を行なっていた。
最初に行われた中国側の渡洋爆撃は、1938年2月23日の台湾に対する空襲である。参加したのはパーヴェル・ルィチャゴフを指揮官とするソ連空軍志願隊のSB爆撃機28機で、攻撃目標は日本側の出撃拠点となっていた台北近郊の松山飛行場。南昌市を出撃した攻撃隊は、高空飛行で目標に接近すると、聴音による探知を防ぐためエンジンを停止した滑空での奇襲を試みた。攻撃隊は迎撃を受けること無く各機10発の50kg爆弾を投下したが、戦果は不明である。
2度目は、1938年5月20日に九州に対する宣伝ビラ撒布。残存していた2機のマーチン139Wが投入された。参加部隊は中国空軍の第14大隊で、機密保持や乗員が捕虜となった場合の国際問題回避のため、乗員は外国人ではなく、6人全員が中国人であった。長距離の計器飛行に備え、2ヶ月間の特別訓練が実施された。航続力の問題から重い爆弾は搭載できず、日本軍の蛮行批判を内容とする数種の宣伝ビラが爆弾倉に収められ、武装は自衛用の機関銃のみだった。第14大隊長の徐煥昇が直率する2機は重慶を出撃し、漢口と寧波を中継して夜間飛行で九州に到達すると、民家の灯火を目標にビラを散布した。ビラは熊本県人吉町と南方の山林に落ちたが、官憲により回収されて宣伝効果はなかった。2機のマーチン139Wは無事に寧波へ着陸し、中国側は九州侵入成功を大きく報じた。
3度目は、1938年5月30日に行われた前回と同様の宣伝ビラ撒布と推定。日本側の西部防衛司令部は、同日夜に鹿児島県上空へ中国機と思われる航空機の出現を記録している。しかし、中国側の戦果発表はなく帰還に失敗したと推定される。その後、中国軍のマーチン139Wによる活動は絶えている。
太平洋戦争突入後は、1943年11月25日の新竹空襲や1944年の八幡空襲など、中国大陸を拠点とするアメリカ陸軍航空軍の第14空軍による台湾や九州を目標とした渡洋爆撃が行われた。

## 国際連盟による批難
1937年の8月からの日本軍機による南京、広東、杭州などへの空爆は、無差別爆撃とみなされ、国際連盟は非難決議を同年9月に採択した。その後、日本軍は国民政府の新たな首都の重慶に対して無差別の都市空爆を継続した。そして、1938年9月30日には国際連盟による日本への加盟国の個別実施による経済制裁可能の決定を行ったとき、同じ9月30日に国際連盟総会が「戦時における空爆からの文民の保護」を以下のとおり決議した。1,　一般住民を故意に攻撃することは違法である　2,　空爆の標的は合法的な軍事目標で、しかも空中から確認できるものでなければならない。3,　正統なる軍事的事物に対する攻撃は、その付近の平和的人民が過失によって爆撃を受けないように行わなければならず、化学ないし細菌戦術は国際法に違反する。

## 渡洋爆撃を題した作品

### 絵画
- 石川 寅治　『渡洋爆撃』（油彩）　1941年　東京国立近代美術館[28]
- 島村 三七雄　『渡洋爆撃行』（油彩）1941年　東京国立近代美術館[29]

### 文学
- 内田 榮　編纂　『渡洋爆撃隊実戦記』　非凡閣　1939年
- 相馬 基　『渡洋爆撃　荒鷲隊』　東京日日新聞社　1940年